# Roissy-en-France
Roissy-en-France (pronúncia francesa: [ʁwasi ɑ̃ fʁɑ̃s]; coloquialmente simplesmente chamada Roissy) é uma comuna nos subúrbios do nordeste de Paris, França, no departamento Val-d'Oise. Está localizada a 20,7 km (12,9 milhas) do centro de Paris, situada no departamento de  na região de Ilha-de-França.
Está a uma quadra do aeroporto Charles de Gaulle (principal aeroporto da França), embora nenhum dos terminais fica na comuna de Roissy-en-France, que lhe deu seu original nome, mais tarde renomeado para Aeroporto Charles de Gaulle. Ainda é conhecido como Aeroporto Roissy na França. O resto do aeroporto fica no território da comuna de Tremblay-en-France e várias outras comunas.

## Cultura e Patrimônio
Roissy é o local onde se desenvolve a ação de dois romances sadomasoquistas de  Pauline Réage: História de O e sua sequência Retour à Roissy.